# Championnats d'Europe féminins de boxe amateur 2011
Navigation
Édition précédente Édition suivante
Les 8e championnats d'Europe de boxe amateur  féminins se sont déroulés du 17 au 22 octobre 2011 à Rotterdam, Pays-Bas.
Organisées par l'European Boxing Confederation (EUBC), les compétitions se disputent dans 10 catégories de poids différentes.

## Résultats

### Podiums
| Catégories                  | Or                 | Argent           | Bronze                             |
| Poids mi-mouches (-48 kg)   | Svetlana Gnevanova | Lynsey Holdaway  | Natalia Knyaz Steluta Duta         |
| Poids mouches (-51 kg)      | Nicola Adams       | Sarah Ourahmoune | Karolina Michalczuk Stoyka Petrova |
| Poids coqs (-54 kg)         | Elena Savelyeva    | Sandra Drabik    | Ivanna Krupenia Ayse Tas           |
| Poids plumes (-57 kg)       | Nataliia Biriuk    | Lisa Whiteside   | Viktoria Gurkovich Nagehan Gul     |
| Poids légers (-60 kg)       | Katie Taylor       | Sofya Ochigava   | Denitsa Eliseyeva Helena Falk      |
| Poids super-légers (-64 kg) | Gulzum Tatar       | Armine Sinabian  | Natasha Jonas Martina Schmoranzova |
| Poids welters (-69 kg)      | Marichelle de Jong | Maria Badulina   | Lauren Price Katarzyna Furmaniak   |
| Poids moyens (-75 kg)       | Nadezda Torlopova  | Nouchka Fontijn  | Savannah Marshall Liliya Durnyeva  |
| Poids mi-lourds (-81 kg)    | Svetlana Kosova    | Sylwia Kusiak    | Inna Shevchenko Timea Nagy         |
| Poids lourds (+81 kg)       | Semsi Yarali       | Irina Sinetskay  | Danijela Vernic Katerina Shambir   |

### Tableau des médailles
| Place | Pays              | Médaille d'or, Europe | Médaille d'argent, Europe | Médaille de bronze, Europe | Total |
| ----- | ----------------- | --------------------- | ------------------------- | -------------------------- | ----- |
| 1     | Russie            | 4                     | 2                         | 1                          | 7     |
| 2     | Turquie           | 2                     | 0                         | 2                          | 4     |
| 3     | Ukraine           | 1                     | 1                         | 5                          | 7     |
| 4     | Angleterre        | 1                     | 1                         | 2                          | 4     |
| 5     | Pays-Bas          | 1                     | 1                         | 0                          | 2     |
| 6     | Irlande           | 1                     | 0                         | 0                          | 1     |
| 7     | Pologne           | 0                     | 2                         | 2                          | 4     |
| 8     | Pays de Galles    | 0                     | 1                         | 1                          | 2     |
| 9     | France            | 0                     | 1                         | 0                          | 1     |
| 9     | Arménie           | 0                     | 1                         | 0                          | 1     |
| 11    | Bulgarie          | 0                     | 0                         | 2                          | 2     |
| 12    | Suède             | 0                     | 0                         | 1                          | 1     |
| 12    | Tchéquie          | 0                     | 0                         | 1                          | 1     |
| 12    | Croatie           | 0                     | 0                         | 1                          | 1     |
| 12    | Hongrie           | 0                     | 0                         | 1                          | 1     |
| 12    | Roumanie          | 0                     | 0                         | 1                          | 1     |
| Total | 16 pays médaillés | 10                    | 10                        | 20                         | 40    |